# Pulau Kayu Aro
Pulau Kayu Aro is een bestuurslaag in het regentschap Muaro Jambi van de provincie Jambi, Indonesië. Pulau Kayu Aro telt 1388 inwoners (volkstelling 2010).